# 15378 Artin
15378 Artin este o planetă minoră (asteroid) din centura de asteroizi. A fost descoperită pe 7 august 1997 la Prescott Observatory⁠(d) de Paul G. Comba⁠(d) și a fost numită după Emil Artin. 
Obiectul prezintă o orbită caracterizată de o semiaxă mare de 2,5341771 UAi, o excentricitate de 0,18, o înclinație de 4,73973 ° în raport cu ecliptica.